# Лотар Дюнсер
Лотар Дюнсер (нім. Lothar Dünser; 22 квітня 1918, Блуденц, Форарльберг, Австрія — 14 серпня 1943, Рогань, Харківська область, УРСР) — офіцер зенітної артилерії люфтваффе, оберлейтенант. Кавалер Лицарського хреста Залізного хреста.

## Нагороди
- Залізний хрест
  - 2-го класу (26 травня 1940)
  - 1-го класу (5 червня 1940)
- Нагрудний знак зенітної артилерії люфтваффе (1 жовтня 1941)
- Медаль «За зимову кампанію на Сході 1941/42» (10 серпня 1942)
- Орден Корони Румунії (11 серпня 1942)
- Нагрудний знак люфтваффе «За наземний бій» в сріблі (1 вересня 1942)
- Німецький хрест в золоті (25 вересня 1942) — як обер-лейтенант 2-ї батареї 1-го дивізіону 38-го зенітного полку люфтваффе.
- Почесна тарілка Люфтваффе (20 лютого 1943)
- Лицарський хрест Залізного хреста (26 серпня 1943; посмертно) — як обер-лейтенант і командир 8-ї батареї 2-го дивізіону 38-го моторизованого зенітного полку люфтваффе.
- Нагрудний знак «За поранення» в чорному (28 липня 1949; посмертно)